# باب متیوسون
باب متیوسون (انگلیسی: Bob Matthewson؛ ۱۳ آوریل ۱۹۳۰ – ۱۰ نوامبر ۲۰۰۰ (aged 70)) بازیکن فوتبال اهل بریتانیا بود.
از باشگاه‌هایی که در آن بازی کرده‌است می‌توان به باشگاه فوتبال لینکولن سیتی و باشگاه فوتبال بولتون واندررز اشاره کرد.